# Tomas Brolin
Per Tomas Brolin (* 29. listopadu 1969, Hudiksvall) je bývalý švédský fotbalista. Hrával na pozici útočníka nebo záložníka.
Se švédskou fotbalovou reprezentací získal bronzovou medaili na mistrovství Evropy roku 1992 (dal 3 góly na turnaji a stal se spolu s dalšími třemi hráči nejlepším střelcem) i na mistrovství světa roku 1994, kde vstřelil rovněž tři góly a dostal se i do all-stars týmu turnaje. Hrál též na světovém šampionátu v Itálii roku 1990. Celkem za národní tým odehrál 47 utkání a vstřelil v nich 26 gólů.
S týmem AC Parma vyhrál v sezóně 1992/93 Pohár vítězů pohárů a následně i Superpohár UEFA. V sezóně 1994/95 vyhrál Pohár UEFA. Jednou též s Parmou vybojoval italský pohár (1991/92).
V letech 1990 a 1994 byl vyhlášen nejlepším fotbalistou Švédska. V anketě Zlatý míč, která hledala nejlepšího fotbalistu Evropy, skončil roku 1994 čtvrtý.